# Otto Bathurst
Otto Benjamin Charles Bathurst (Londra, 18 gennaio 1971) è un regista e produttore televisivo britannico.
Ha vinto un BAFTA nel 2014 per la serie drammatica della BBC Peaky Blinders.
In precedenza è stato anche nominato ai BAFTA per le serie della BBC Criminal Justice nel 2009 e Five Days nel 2008.

## Biografia
Figlio di Elizabeth Mary Thompson e Christopher Bathurst, 3º visconte Bledisloe, Bathurst è cresciuto a Dudley e Bridgnorth.  Ha iniziato a studiare ingegneria all'università, ma ha abbandonato la scuola per trasferirsi a Londra e lavorare nel cinema.

## Carriera
Bathurst ha iniziato la sua carriera nel montaggio e poi ha lavorato in spot pubblicitari, prima di passare alla televisione.
Nel 2009 ha diretto Margot, un film biografico su Margot Fonteyn con Anne-Marie Duff, incentrato sul rapporto tra la Fonteyn e Rudolf Nureyev, e nel 2011 Messaggio al Primo Ministro ("The National Anthem"), il primo episodio della serie televisiva antologica Black Mirror.
Inoltre, Bathurst ha diretto episodi delle serie TV Urban Gothic, Teachers e Hustle.
Nel 2013, Express & Star lo ha definito "il regista più eccitante della Gran Bretagna". 
Nel 2018 ha fatto il suo debutto alla regia di un lungometraggio con Robin Hood - L'origine della leggenda, con Taron Egerton nei panni di Robin Hood, Eve Hewson in quelli di Lady Marian, e Jamie Dornan, Jamie Foxx e Tim Minchin in quelli rispettivamente di Will Scarlet, di Little John e di Fra Tuck.

## Filmografia

### Regista

#### Cinema
- Robin Hood - L'origine della leggenda (2018)

#### Televisione
- Urban Gothic – serie TV, 4 episodi (2000-2001)
- Teachers – serie TV, 3 episodi (2003)
- Hustle - I signori della truffa – serie TV, 4 episodi (2005-2006)
- Five Days – serie TV, 3 episodi (2007)
- Criminal Justice – serie TV, 3 episodi (2008)
- Margot (2009)
- Black Mirror – serie TV, episodio Messaggio al Primo Ministro (2011)
- Peaky Blinders – serie TV, 3 episodi (2013)
- Hysteria – serie TV, 1 episodio (2014)
- His Dark Materials - Queste oscure materie (His Dark Materials) – serie TV, episodi 1x04-1x05 (2019)
- Halo – serie TV, 4 episodi (2022-2024)
- Billy the Kid – serie TV, episodi 1x01-1x02 (2022)
- Il re d'inverno - Artù, dal mito alla leggenda (The Winter King) – serie TV, 4 episodi (2023)
- Lockerbie - Attentato sul volo Pan Am 103 (Lockerbie: A Search For Truth) – miniserie TV, 4 puntate (2025)

### Produttore esecutivo
- His Dark Materials - Queste oscure materie (His Dark Materials) – serie TV, 8 episodi (2019)
- Halo – serie TV, 17 episodi (2022-2024)
- Billy the Kid – serie TV, 3 episodi (2022)
- Il re d'inverno - Artù, dal mito alla leggenda (The Winter King) – serie TV, 10 episodi (2023)